# Corydalis lutescens
Corydalis lutescens là một loài thực vật có hoa trong họ Anh túc. Loài này được C.Y.Wu ex X.Zhuang mô tả khoa học đầu tiên năm 1991.